# Chris Bellard
Christopher "Chris" Bellard, känd under artistnamnet Young Maylay, född 17 maj 1979 i Los Angeles, är en amerikansk hiphopmusiker och rappare. Han är känd från tv-spelet Grand Theft Auto: San Andreas, där han agerade som röstskådespelare åt spelets huvudperson Carl "CJ" Johnson.

## Diskografi
- San Andreas: The Original Mixtape (2005)
- The Real Coast Guard (2008)